# 기약 다항식
수학에서 기약 다항식(旣約多項式, 영어: irreducible polynomial)은 더 낮은 차수의 다항식의 곱으로 나타낼 수 없는 다항식이다.

## 정의
기약 다항식은 다항식환의 기약원을 뜻한다. 구체적으로, 정역 {\displaystyle R}를 계수로 하는 다항식 {\displaystyle p(x)\in R[x]}가 다음 세 조건을 모두 만족시키면, 기약 다항식이라고 한다.
- {\displaystyle p\neq 0}
- {\displaystyle p}는 가역원이 아니다.
- 임의의 {\displaystyle q,r\in R[x]}에 대하여, 만약 {\displaystyle p(x)=q(x)r(x)}라면, {\displaystyle q}가 가역원이거나 {\displaystyle r}가 가역원이다.

{\displaystyle R}가 체인 경우, 0이 아닌 상수 다항식은 가역원이므로, 다음 두 조건이 동치이다.
- {\displaystyle p}는 기약 다항식이다.
- 다음 두 조건을 만족시킨다.
  - {\displaystyle \deg p\geq 1}
  - {\displaystyle p}는 더 낮은 차수의 두 다항식의 곱으로 나타낼 수 없다. 즉, 만약 {\displaystyle q,r\in R[x]}이며 {\displaystyle p(x)=q(x)r(x)}라면, {\displaystyle \deg q=\deg p}이거나 {\displaystyle \deg r=\deg p}이다.

### 원시 다항식
유일 인수 분해 정역 {\displaystyle R}를 계수로 하는 다항식 {\displaystyle p(x)\in R[x]}의 내용(內容, 영어: content)은 다음과 같다.
{\displaystyle \operatorname {c} (p(x))=\gcd\{p_{0},\dots ,p_{\deg p}\}}
즉, 내용은 다항식의 계수들의 최대 공약수이다.
원시 다항식(原始多項式, 영어: primitive polynomial)은 내용이 가역원인 다항식이다. 즉, 계수들이 자명하지 않은 공약수를 가지지 않는 다항식이다.

## 성질

### 복소수 계수 기약 다항식
대수학의 기본 정리에 따라, 복소수체에 대한 다항식환에서의 기약 다항식은 1차 다항식뿐이다.

### 실수 계수 기약 다항식
실수체 위의 모든 기약 다항식은 1차 다항식과 판별식이 0보다 작은 2차 다항식뿐이다.
증명:
1차 다항식의 기약성어떤 실수 계수 1차 다항식이 기약 다항식이 아니라고 가정하자. 그렇다면 이 다항식은 두 1차 이상의 다항식의 곱으로 분해되므로, 2차 이상이게 되며, 이는 모순이다.
판별식이 0보다 작은 2차 다항식의 기약성어떤 판별식이 0보다 작은 2차 다항식이 기약 다항식이 아니라고 하자. 그렇다면 이 다항식은 두 실수 계수 1차 다항식으로 분해되므로, 실수 영점을 가지며, 판별식은 0보다 작지 않게 되며, 이는 모순이다.
판별식이 0보다 작지 않은 2차 다항식의 비기약성판별식이 0보다 작지 않은 2차 다항식은 실수 영점을 가지며, 두 1차 다항식의 곱으로 분해되므로, 기약 다항식이 아니다.
3차 이상의 다항식의 비기약성{\displaystyle p(x)\in \mathbb {R} [x]}가 3차 이상의 다항식이라고 하자. 그렇다면, 대수학의 기본 정리에 따라 복소수 영점 {\displaystyle z\in \mathbb {C} }가 존재한다. 만약 {\displaystyle z\in \mathbb {R} }라면, {\displaystyle \mathbb {R} [x]\ni x-z\mid p(x)}이므로 {\displaystyle p(x)}는 기약 다항식이 아니다. 만약 {\displaystyle z\not \in \mathbb {R} }이라면, 그 켤레 복소수 {\displaystyle {\bar {z}}} 역시 영점인데, 이는 {\displaystyle p({\bar {z}})={\bar {p}}({\bar {z}})={\overline {p(z)}}={\bar {0}}=0}이기 때문이다. 따라서, {\displaystyle \mathbb {R} [x]\ni (x-z)(x-{\bar {z}})\mid p(x)}이므로, {\displaystyle p(x)}는 기약 다항식이 아니다.

### 정수 계수 기약 다항식
정수 계수의 경우는 복소수나 실수 계수의 경우보다 복잡하다. 정수 계수 다항식의 경우, {\displaystyle \mathbb {Z} [x]}에서의 기약성과 {\displaystyle \mathbb {Q} [x]}에서의 기약성이 서로 다른 개념임에 주의하자. 또한, 복소수·실수 계수와 달리 기약성을 판단하는 간단한 필요충분조건은 존재하지 않는다. 정수환은 유일 인수 분해 정역의 특수한 경우이며, 정수환에 대한 결과들은 유일 인수 분해 정역에서도 평행하게 존재한다. 
두 원시 다항식의 곱은 원시 다항식이다. 즉, 유일 인수 분해 정역 {\displaystyle R}를 계수로 하는 다항식 {\displaystyle p(x),q(x)\in R[x]}에 대하여, 다음이 성립한다.
{\displaystyle \operatorname {c} (p(x)q(x))=\operatorname {c} (p(x))\operatorname {c} (q(x))}
이를 가우스 보조정리(Gauß補助定理, 영어: Gauss's lemma)라고 한다.
증명:
두 원시다항식 {\displaystyle f(x)=\sum _{i=0}^{n}a_{i}x^{i},} {\displaystyle g(x)=\sum _{j=0}^{m}b_{j}x^{j}}의 곱
{\displaystyle f(x)g(x)=\sum _{k=0}^{m+n}c_{k}x^{k},\quad c_{k}=\sum _{i+j=k}a_{i}b_{j}}
이 원시다항식이 아니라고 가정하자. 그러면 어떤 소수 {\displaystyle p}가 {\displaystyle c_{k}}의 공약수로 존재한다.
{\displaystyle s=\min\{i:p\nmid a_{i}\},\quad t=\min\{j:p\nmid b_{j}\}}
라고 하면, {\displaystyle p\nmid a_{s},} {\displaystyle p\nmid b_{t}}이고, 임의의 {\displaystyle i<s,} {\displaystyle j<t}에 대해 각각 {\displaystyle p\mid a_{i},} {\displaystyle p\mid b_{j}}이다. {\displaystyle c_{s+t}}의 전개에서, {\displaystyle a_{s}b_{t}} 외의 남은 항 {\displaystyle a_{i}b_{j}}는 {\displaystyle i<s} 또는 {\displaystyle j<t}를 만족하므로(그렇지 않으면 {\displaystyle i+j>s+t}이어서 모순이다), 모두 {\displaystyle p\mid a_{i}b_{j}}이다. {\displaystyle p\mid c_{s+t}}도 성립함에 따라 {\displaystyle p\mid a_{s}b_{t}}이다. 따라서 {\displaystyle p\mid a_{s}} 또는 {\displaystyle p\mid b_{t}}이며, 이는 모순이다. 그러므로 가정은 참이 아니며, {\displaystyle f(x)g(x)}는 원시다항식이다.
유일 인수 분해 정역 {\displaystyle R}를 계수로 하는 다항식 {\displaystyle p(x)\in R[x]}에 대하여, 다음 두 조건이 서로 동치이다.
- {\displaystyle p(x)}는 {\displaystyle (\operatorname {Frac} R)[x]}의 기약원이다. ({\displaystyle \operatorname {Frac} R}는 분수체)
- {\displaystyle p(x)}는 더 낮은 차수의 두 {\displaystyle R} 계수 다항식의 곱으로 나타낼 수 없다.

또한, 다음 두 조건이 서로 동치이다.
- {\displaystyle p(x)}는 {\displaystyle R[x]}의 기약원이다.
- 다음 두 조건 가운데 하나가 성립한다.
  - {\displaystyle p}는 {\displaystyle R}의 기약원이다.
  - {\displaystyle p(x)}는 원시 다항식이며, {\displaystyle (\operatorname {Frac} R)[x]}의 기약원이다.

유일 인수 분해 정역을 계수로 하는 다항식이 기약 다항식일 충분조건을 제시하는 정리들로는 다음이 있다.
- 유리근 정리
- 아이젠슈타인 판정법
- 축소 판정법

## 예
체의 경우, 모든 1차 다항식은 기약 다항식이다. 체 {\displaystyle K} 계수 2차 및 3차 다항식이 기약 다항식일 필요충분조건은 {\displaystyle K} 속에서 근을 갖지 않는 것이다. 유리수 계수 4차 다항식
{\displaystyle x^{4}+4=(x^{2}-2x+2)(x^{2}+2x+2)}
은 유리근을 갖지 않지만, 기약 다항식이 아니다.
체 계수 다항식환에서의 기약성과 그 확대체의 다항식환에서의 기약성은 일반적으로 다르다. 큰 다항식환의 기약 다항식은 (작은 다항식환에 속하는 경우) 작은 다항식환에서도 기약 다항식이지만, 작은 다항식환의 기약 다항식은 큰 다항식환에서 추가적으로 인수 분해될 수 있다.
- 유리수 계수 다항식 {\displaystyle x^{2}-2=(x-{\sqrt {2}})(x+{\sqrt {2}})}은 {\displaystyle \mathbb {Q} [x]}의 기약 다항식이지만, {\displaystyle \mathbb {R} [x]}에서 기약 다항식이 아니다.
- 실수 계수 다항식 {\displaystyle x^{2}+1=(x-i)(x+i)}는 {\displaystyle \mathbb {R} [x]}의 기약 다항식이지만, {\displaystyle \mathbb {C} [x]}에서 기약 다항식이 아니다.

정수 계수 다항식
{\displaystyle 2(x+1)\in \mathbb {Z} [x]}
은 유리수 계수 기약 다항식이지만, 2와 {\displaystyle x+1}이 {\displaystyle \mathbb {Z} [x]}의 기약원이므로, 이 다항식은 {\displaystyle \mathbb {Z} [x]}의 기약원이 아니다.
2는 {\displaystyle \mathbb {Z} [x]}의 기약원이지만, {\displaystyle \mathbb {Q} [x]}에서는 가역원이므로 {\displaystyle \mathbb {Q} [x]}의 기약 다항식이 아니다.

### xn-a
(임의의 표수의) 체 {\displaystyle K} 및 양의 정수 {\displaystyle n} 및 {\displaystyle a\in K}에 대하여, 다음 두 조건이 서로 동치이다.:297, Theorem 9.1
- {\displaystyle x^{n}-a}는 {\displaystyle K[x]}의 기약 다항식이다.
- 다음 두 조건을 만족시킨다.
  - 임의의 소수 {\displaystyle p\mid n}에 대하여, {\displaystyle a=b^{p}}인 {\displaystyle b\in K}는 존재하지 않는다.
  - 만약 {\displaystyle 4\mid n}이라면, {\displaystyle a=-4b^{4}}인 {\displaystyle b\in K}는 존재하지 않는다.

## 같이 보기
- 유리근 정리
- 아이젠슈타인 판정법
- 콘의 기약성 기준

## 참고 문헌
1. ↑  Lang, Serge (2002). 《Algebra》. Graduate Texts in Mathematics (영어) 211 개정 3판. 뉴욕: Springer. doi:10.1007/978-1-4613-0041-0. ISBN 978-1-4612-6551-1. ISSN 0072-5285. MR 1878556. Zbl 0984.00001. 구글 도서 Fge[…].